# The Ocean and Me
The Ocean and Me ist das achte Studioalbum der schwedischen Sängerin und Songwriterin Sophie Zelmani. Es wurde am 8. September 2008 veröffentlicht.

## Titelliste
1. The Ocean and Me – 3:56
2. Composing – 5:19
3. Spring Love – 3:09
4. Time – 3:55
5. Passing By – 3:20
6. Wind Took My Sail – 3:05
7. Yeah, Ok – 3:33
8. Love – 3:13
9. I’ve Got a Suspicion – 3:46
10. This Room – 3:51
11. July Waits – 2:39
12. I Will Be There – 3:47

## Musikalische Beschreibung
Die Musik ist vorwiegend akustisch instrumentiert. Der „romantische Folk“ bietet viel Raum für Zelmanis Stimme, um „über Sehnsucht, Bedauern und bittersüße Liebe zu singen“. Laut dpa interpretiert Zelmani „manchmal mehr flüsternd als singend zwölf stimmungsvolle Songs, die reduziert und kristallklar und dabei doch tiefgründig und berührend klingen“. Der Mediendienst teleschau äußert, dass das Klavier „ihren melancholischen Akustik-Pop nicht zu unterhaltsam werden“ lasse. soundmag.de beschreibt das Album als „musikalischen Eskapismus“, unter dessen textlicher Oberfläche „die zwischenmenschlichen Alltäglichkeiten“ brodelten. Als musikalische Bezüge werden Vorbilder wie Bob Dylan, Van Morrison, Leonard Cohen und Neil Young genannt.

### Entstehung
Zelmani und ihr Produzent Lasse Halapi änderten für The Ocean And Me gezielt ihre Arbeitsweise. Anstatt die einzelnen Lieder nacheinander aufzunehmen, wurde in einer vorher festgelegten Reihenfolge jeden Tag an einem anderen Stück gearbeitet. Dadurch beeinflussten sich die Songs gegenseitig. Nach Beendigung der Aufnahmen wurden die einzelnen Titel nach einem nicht näher beschriebenen, ganzheitlichen Auswahlverfahren ausgesucht.

## Rezeption

### Kommerzieller Erfolg
Das Album stieg auf Platz 1 der schwedischen Charts ein und belegte Platz 12 in der Schweizer Album-Hitparade.

### Rezensionen
cdkritik.de lobt das Album dafür, dass es „Maßstäbe für das Songwriter-Genre“ setze, indem es „den Augenblick des Glücks auf Albumlänge“ ausdehne. cdstarts.de äußert, dass das Album „auf gewohnt angenehme Weise“ gelungen sei und vergibt 7/10 Punkte. teleschau lobt die „zarte, fast unsichtbare Musik“ und vergibt 4/5 Punkte. soundmag.de vergibt 7/10 Punkte und äußert, dass das Album „komplett im eigenen Wohlklang schwimme“. musicheadquarter.de vergibt 9/10 Punkte und vergleicht die Musik des Albums mit dem Zusehen von „Wellen […], wie sie sanft an den Strand schwappen“. Damit sei sie „vorhersehbar, beruhigend und nie langweilig, sondern nur schön“.
Es gab jedoch auch negative Kritik: nordische-musik.de beklagt, dass Zelmanis betulich gesäuselten Stücke „kompositorisch immer mehr nachlasse[n]“, und befürchtet, dass „bei Sophie Zelmani der Lack ab ist“. Plattentests.de bezeichnet das Album als „zu niedlich, zu mild, zu vernachlässigen“ und vergibt 4/10 Punkte.

## The Ocean and Me Tour 2008
Das erste von 22 Konzerten in der Schweiz, Österreich, Deutschland und Schweden gab es am 20. September 2008 in Zürich, das letzte am 31. Oktober 2008 in Sundsvall.